# Tulku
Tulku (tib.: སྤྲུལ་སྐུ་, Wylie: sprul sku) je původem tibetské slovo, které označuje lámu nebo jinou významnou osobnost tibetského buddhismu, která je pokládána za převtělence svého předchůdce. Asi nejznámější příklad je linie dalajlamů.

## Význam
Podle mahájánového buddhismu se Buddha projevuje třemi těly (sa. trikája):
1. Dharmakája
2. Sambhógakája
3. Nirmánakája

Tělo nirmánakája je historické, fyzické tělo Buddhy, ve kterém podle tradice působil na zemi a vyložil nauku. Ve vadžrajánovém buddhismu se koncept nirmánakáji vztahuje na každou osobu, která je uznána za inkarnaci svého duchovního předchůdce.

## Počátek
Poprvé byl za tulkua prohlášen Karma Pakši, 2. karmapa buddhistické školy Karma Kagjü. V současné době působí již 17. karmapa.

## Seznam některých známějších linií tulkuů
- Dalajlama
- Karmapa
- Pančhenlama
- Tai Situ